# Neolimnophila capnioptera
Neolimnophila capnioptera är en tvåvingeart som beskrevs av Alexander 1947. Neolimnophila capnioptera ingår i släktet Neolimnophila och familjen småharkrankar. Inga underarter finns listade i Catalogue of Life.